# Шереметьево (Липецкая область)
Шереметьево — деревня в Измалковском районе Липецкой области России.
Входит в состав Ровенского сельсовета.

## География
Деревня находится на левом берегу реки Быстрая Сосна. В ней имеется одна улица — Речная, проходящая вдоль реки.
Через деревню проходит просёлочная дорога, связывающая Шереметьево с селом Ровенка, расположенным севернее.

## Население
| 2010 |
| ---- |
| 48   |